# Seth Nilsson
För fotografen med samma namn se Seth Nilsson (fotograf)
Seth Agne Nilsson, född 31 mars 1944 i Holmön i Västerbotten, död 12 januari 2011 i Högalids församling i Stockholm, var en svensk skådespelare. 
Seth Nilsson är gravsatt i Högalids kolumbarium i Stockholm.

## Filmografi
- 1969 – Miss and Mrs. Sweden
- 1971 – Kärlekens XYZ
- 1975 – Skärseld